# Max Dale Cooper
Max Dale Cooper (Hazlehurst, Mississippi, 21 de agosto de 1933) é um imunologista estadunidense, professor da Universidade Emory conhecido por identificar células T e células B.

## Prêmios e honrarias
- 2010: Prêmio Robert Koch[4]
- 2017: Eleito membro estrangeiro da Royal Society em 2017[5]